# Аркесілай II
Аркесілай II Жорстокий (*Ἀρκεσίλαος ὁ Χαλεπός, д/н —550 до н. е.) — давньогрецький цар Кирени у 560—550 роках до н. е..

## Життєпис
Походив з династії Баттіадів. Син царя Батта II. В молоді роки відомий тим, що вперше серед громадян Кирени огородив стіною власний будинок. Ще за життя батька одружився зі своєю двоюрідною сестрою. У 560 році до н. е. успадкував владу. На відміну від батька Аркесілай бажав мати більше прав та повноважень. Тому вирішив приборкати знать на міське зібрання громадян. З цього моменту починається протистояння між царями з династії Баттіадів та мешканцями Кирени. За свої дії дістав прізвисько Жорстокий.
Врешті-решт Аркесілай II погиркався зі своїм братом Леархом. Останній втік до лівійців, заснував нове місто Барку. Згодом розпочалася запекла війна між братами вирішальна битва відбулася у місцині Левкон. тут цар зазнав нищівної поразки, незважаючи на наявність у нього гоплітів. Незабаром Аркесілая II було вбито (за однією версією отруєно за наказом брата, за другою — Леарх власноруч вбив царя).

## Родина
Дружина — Еріксо
Діти:
- Батт III, цар у 550—530 роках до н. е.